# Здание профилактория «Текстильщица»
Здание профилактория «Текстильщица» — памятник архитектуры. Расположен в Санкт-Петербурге, современный адрес дома — проспект Елизарова, 32.
Асимметричное широкое здание в глубине участка было построено в 1928—1930 годах по проекту Л. В. Руднева, И. И. Фомина, О. Л. Лялина, Я. О. Свирского и Е. А. Левинсона, примерно одновременно с профилакторием Кировского района. Здание составлено из прямоугольных объёмов с выступами, уступами (в том числе с тягами и карнизами) и перепадами высот. Здание было рассчитано на 3,5 тысячи посетителей в день и с точки зрения оборудования и функциональной организации считалось одним из лучших европейских медицинских учреждений. У здания множество входов, по сути профилакторий организован по павильонной системе.